# Flex-Able Leftovers (1998)
Flex-Able Leftovers ist das fünfte Studioalbum des 1960 geborenen Gitarristen Steve Vai und ein Rerelease der originalen Flex-Able Leftovers EP. Das Album erschien im November 1998 unter dem Label Sony Records.

## Trivia
Im Gegensatz zu anderen Vai-Alben ist ein Parental-Advisory-Label auf dem Album zu finden, da das Stück Fuck Yourself eine vulgäre Ausdrucksweise sowie sexistische Anmerkungen aufweist. Weitere Unterschiede zur ursprünglichen Version ist das neue Arrangement und die Mischung des Stückes You Didn't Break it! auf dem ursprünglich Drumcomputer zum Einsatz kamen.

## Titelliste
1. Fuck Yourself (Vai) – 8:27
2. So Happy (Vai, Laurel Fishman) – 2:43
3. Bledsoe Bluvd (Vai) – 4:22
4. Natural Born Boy (Vai) – 3:34
5. Details at 10 (Vai) – 5:58
6. Massacre (Vai) – 3:25
7. Burnin' Down the Mountain (Vai) – 4:22
8. Little Pieces of Seaweed (Vai) – 5:12
9. San Sebastian (Vai) – 1:08
10. The Beast of Love (Joe Kearney) – 3:30
11. You Didn't Break it (Bob Harris, Suzannah Harris) – 4:19
12. The X-Equilibrium Dance (Vai) – 5:10
13. Chronic Insomnia (Vai) – 2:00

## Rezeption
Die Musikwebsite Allmusic vergab vier von fünf Sternen für das Album. Allmusic-Kritiker Greg Prato „empfiehlt dieses Album für jeden Gitarren-Freak und Rockmusik-Enthusiasten“ und wertete Vais Gitarrenspiel und Songwriting als „immens talentiert“. Im Rock Hard empfand Barney Greenway das Album als „bizarr“ und ließ sich zum Ausruf „Abgedrehter Shit!“ verleiten. Er vergab 5,5 von 10 möglichen Punkten.